# Харви, Карлос
Карлос Мигель Харви Сиснерос (исп. Carlos Miguel Harvey Cesneros; 3 февраля 2000, Панама) — панамский футболист, полузащитник клуба «Миннесота Юнайтед» и сборной Панамы.

## Карьера

### Клубная карьера
Харви — воспитанник клуба «Тауро». Его профессиональный дебют состоялся 6 октября 2018 года в матче высшего дивизиона Панамы против «Коста дель Эсте».
6 марта 2019 года Харви был арендован американским клубом «Лос-Анджелес Гэлакси II» на сезон. В Чемпионшипе ЮСЛ дебютировал 16 марта в матче против «Такома Дифайенс». 4 июля в матче против «Лас-Вегас Лайтс» забил свой первый гол в профессиональной карьере. 26 июня 2020 года Харви был взят в аренду первой командой «Лос-Анджелес Гэлакси». В MLS дебютировал 18 июля в дерби против «Лос-Анджелеса» в рамках Турнира MLS is Back, выйдя на замену перед финальным свистком вместо Себастьена Ллетджета. 17 февраля 2021 года Харви перешёл в «Лос-Анджелес Гэлакси» на постоянной основе.
7 февраля 2023 года Харви перешёл в клуб Чемпионшипа ЮСЛ «Финикс Райзинг». Дебютировал за «Райзинг» 19 марта в матче против «Сан-Диего Лойал». 5 апреля в матче Открытого кубка США против «Гринвилл Трайамф» забил свой первый гол за «Райзинг».
24 января 2024 года Харви перешёл в клуб MLS «Миннесота Юнайтед», подписав контракт до конца сезона 2025 с клубной опцией продления на сезон 2026. 21 апреля в матче MLS Next Pro между «Миннесотой Юнайтед 2» и «Портленд Тимберс 2» оформил хет-трик. За первую команду «Миннесоты Юнайтед» дебютировал 27 апреля в матче против «Спортинга Канзас-Сити», заменив на 80-й минуте Девина Паделфорда.

### Международная карьера
В составе сборной Панамы до 20 лет Харви участвовал в молодёжном чемпионате КОНКАКАФ 2018 и молодёжном чемпионате мира 2019.
За старшую сборную Панамы Харви дебютировал 27 января 2019 года в товарищеском матче со сборной США, заменив в перерыве между таймами Адальберто Карраскилью. 12 марта 2023 года в товарищеском матче со сборной Гватемалы забил свой первый гол за сборную Панамы. Был включён в состав сборной на Кубок Америки 2024.

## Достижения
Командные
 «Тауро»
- Чемпион Панамы: апертура 2018

 «Финикс Райзинг»
- Чемпион Чемпионшипа ЮСЛ: 2023

## Статистика выступлений

### Клубная статистика
| Выступление             | Выступление      | Выступление      | Лига | Лига | Кубок | Кубок | Континент | Континент | Прочие | Прочие | Итого | Итого |
| Клуб                    | Лига             | Сезон            | Игры | Голы | Игры  | Голы  | Игры      | Голы      | Игры   | Голы   | Игры  | Голы  |
| ----------------------- | ---------------- | ---------------- | ---- | ---- | ----- | ----- | --------- | --------- | ------ | ------ | ----- | ----- |
| Тауро                   | Примера Дивисьон | 2018/19          | 1    | 0    | —     | —     | —         | —         | —      | —      | 1     | 0     |
| Лос-Анджелес Гэлакси II | USLC             | 2019             | 18   | 2    | —     | —     | —         | —         | 1      | 0      | 19    | 2     |
| Лос-Анджелес Гэлакси II | USLC             | 2020             | 1    | 0    | —     | —     | —         | —         | —      | —      | 1     | 0     |
| Лос-Анджелес Гэлакси II | USLC             | 2021             | 17   | 3    | —     | —     | —         | —         | —      | —      | 17    | 3     |
| Лос-Анджелес Гэлакси II | USLC             | 2022             | 19   | 1    | —     | —     | —         | —         | —      | —      | 19    | 1     |
| Лос-Анджелес Гэлакси II | Итого            | Итого            | 55   | 6    | —     | —     | —         | —         | 1      | 0      | 56    | 6     |
| Лос-Анджелес Гэлакси    | MLS              | 2020             | 6    | 0    | —     | —     | —         | —         | —      | —      | 6     | 0     |
| Лос-Анджелес Гэлакси    | MLS              | 2021             | 4    | 0    | —     | —     | —         | —         | —      | —      | 4     | 0     |
| Лос-Анджелес Гэлакси    | MLS              | 2022             | 0    | 0    | 1     | 0     | 0         | 0         | 0      | 0      | 1     | 0     |
| Лос-Анджелес Гэлакси    | Итого            | Итого            | 10   | 0    | 1     | 0     | 0         | 0         | 0      | 0      | 11    | 0     |
| Финикс Райзинг          | USLC             | 2023             | 30   | 5    | 2     | 2     | —         | —         | 4      | 0      | 36    | 7     |
| Миннесота Юнайтед       | MLS              | 2024             | 6    | 0    | —     | —     | —         | —         | —      | —      | 6     | 0     |
| Миннесота Юнайтед 2     | MLS Next Pro     | 2024             | 3    | 3    | 1     | 0     | —         | —         | —      | —      | 4     | 3     |
| Всего за карьеру        | Всего за карьеру | Всего за карьеру | 105  | 14   | 4     | 2     | 0         | 0         | 5      | 0      | 114   | 16    |

Источники: Transfermarkt, Soccerway, Football Database EU.

### Международная статистика
| Команда | Год   | Игры | Голы |
| ------- | ----- | ---- | ---- |
| Панама  |       |      |      |
| 2019    | 1     | 0    |      |
| 2021    | 1     | 0    |      |
| 2023    | 2     | 1    |      |
| 2024    | 3     | 0    |      |
| Всего   | Всего | 7    | 1    |

Источник: National Football Teams.